# Heads Up (The Walking Dead)
"Heads Up" là tập thứ bảy trong Phần 6 của series phim truyền hình The Walking Dead. Tập phim được phát sóng trên kênh AMC của Mỹ vào ngày 22 tháng 11 năm 2015. Khi phát sóng tại Mỹ, tập phim đã được 13,22 triệu người xem trong đó có 6,7 triệu người từ 18-49 tuổi.

## Nội dung tập
Cảnh đầu tập phim tiết lộ rằng Glenn vẫn còn sống sau khi bị đám xác sống bao vây trước đó. Anh đã kịp thời chui người vào núp dưới gầm của chiếc thùng rác gần đó trong khi những xác sống đang bận ăn xác của Nicholas. Glenn dùng dao đâm chết một vài con walker cố chui xuống tóm lấy mình cho đến khi xác của chúng bịt kín xung quanh, khiến đám xác sống còn lại không còn để ý đến anh nữa. Anh nằm yên dưới gầm thùng rác cho đến tận sáng hôm sau, cũng là lúc mà đám xác sống bên ngoài đã bỏ đi hết.
Chui ra khỏi nơi mình đã trốn, Glenn chợt giật mình khi nghe thấy tiếng Enid gọi mình từ tầng thượng của một tòa nhà gần đó. Anh liền trèo vào tòa nhà đó qua một cửa sổ để đi tìm Enid và hỏi về lý do vì sao cô bé lại ở ngoài này. Giọng của Enid từ tầng trên vọng xuống nói rằng Alexandria đã bị một nhóm người xấu tấn công, vậy nên cô bé đã quyết định rời bỏ cộng đồng. Khi Glenn hỏi rằng liệu Maggie có an toàn không và không nghe thấy Enid trả lời, anh chạy lên trên thì nhìn thấy Enid đã bỏ chạy khỏi tòa nhà. Glenn liền vội vàng chạy xuống để đuổi theo nhưng bị mất dấu Enid.
Lúc này tại Alexandria, sau khi đi ngang qua Morgan và hẹn một lát nữa sẽ gặp nhau để nói chuyện, Rick nhìn thấy khe nứt nhỏ trên bức tường mà máu đã chảy qua đêm trước đó. Anh tới để động viên tinh thần Maggie về việc những người đang ở bên ngoài sẽ sớm quay trở về. Anh cho rằng họ nên sớm dụ đám xác sống đang ở bên ngoài đi để những người trở về có thể dễ dàng vào bên trong.
Trong khi đó, Glenn tới được chỗ David - một cư dân Alexandria đã bị đám xác sống ăn thịt. Nhận thấy David đã biến đổi, Glenn dùng dao đâm chết anh ta. Anh nhặt được mẩu giấy mà David vốn định viết để gửi vợ mình ở nhà. Ban đầu, Glenn định sẽ lên đường trở về Alexandria, nhưng cuối cùng, anh đã quyết định đuổi theo tìm Enid.
Quay trở lại Alexandria, cha xứ Gabriel đang dán một vài tờ giấy ghi thông báo về việc tập trung một buổi lễ cầu nguyện. Rick đi ngang qua và giật một tờ giấy xuống xé nát. Thấy vậy, Gabriel liền quay lại dán lại một tờ giấy khác.
Rick và Carl bắt đầu dạy Ron cách bắn súng. Rick nhấn mạnh tầm quan trọng của việc đợi đúng thời điểm mới được bóp cò và dặn Ron chỉ được đặt ngón tay lên cò súng khi đã sẵn sàng bắn. Anh đưa cho Ron một khẩu súng không có đạn và cho rằng đây chưa phải là lúc thích hợp để Ron thực hành bắn đạn thật.
Morgan đến tìm Denise với ý định nhờ cô đến khám cho tên thủ lĩnh của The Wolves mà mình đang giữ trong phòng giam của cộng đồng. Tuy nhiên trước khi ông định nói ra điều này, Rick đến và bảo ông đã đến lúc họ cần nói chuyện.
Lát sau, Rick, Michonne và Carol hỏi Morgan về lý do vì sao ông không giết những kẻ đã tấn công cộng đồng. Morgan liền nói rằng ông vẫn giữ tâm niệm rằng: "Mọi sinh mạng đều quý giá". Chính tâm niệm này đã thay đổi cuộc đời ông và cho ông lý do để sống tiếp. Ông sợ rằng nếu mình lại ra tay giết người, bản thân ông sẽ quay trở lại là kẻ điên dại như trước đây. Khi Rick hỏi tiếp: "Anh nghĩ rằng mình có thể làm vậy mà không để tay mình vấy máu sao?", Morgan liền đáp lại: "Tôi cũng không biết nữa".
Sau khi kết thúc buổi nói chuyện với Morgan, Rick và Michonne ra bàn về kế hoạch dụ bầy xác sống đang bao quanh cộng đồng đi khỏi. Michonne tỏ vẻ không đồng tình khi Rick không định cho những cư dân Alexandria tham gia vào kế hoạch này mà chỉ muốn giữ bí mật trong nội bộ các thành viên nhóm họ. Deanna đến để đưa cho Rick và Michonne xem bản phác thảo về các công trình mới của Alexandria sau khi cộng đồng hoàn thành xong dự án mở rộng. Rick cho rằng ngay lúc này họ đang có vấn đề to tát đáng lo ngại hơn, nhưng Deanna mỉm cười đầy lạc quan rằng chuyện đó sẽ sớm trôi qua.
Rosita đang dạy cho một nhóm các cư dân Alexandria cách sử dụng mã tấu để tấn công. Eugene cũng tham gia vào buổi học này, nhưng anh có vẻ e ngại và thừa nhận rằng mình sợ chết. Rosita liền nói rằng chết chẳng phải là việc gì đáng sợ, điều đáng sợ nhất chính là để cho bạn bè mình chết trong khi mình không cứu được họ. Cảm thấy tự ái, Eugene liền bỏ đi trong khi Rosita tiếp tục buổi dạy.
Trong khi đó, Glenn tìm thấy Enid đang trốn bên trong một quán ăn. Ban đầu, Enid tỏ vẻ ương bướng, thậm chí còn chĩa súng vào mặt Glenn và yêu cầu anh đi khỏi. Tuy nhiên cuối cùng, Glenn đã lấy được khẩu súng từ tay Enid và bảo cô bé đi cùng mình. Họ đi ngang qua địa điểm có chùm bóng bay xanh vốn là một trong những nơi được đánh dấu trong nhiệm vụ dụ đám walker ở mỏ đá đi của nhóm Rick. Enid cho rằng họ có thể sử dụng những quả bóng bay này để đánh lạc hướng đám xác sống. Glenn liền chỉ cho cô bé chỗ bụi cây có giấu một bình khí helium và nhiều bóng bay chưa được bơm. Anh cố khuyên Enid hãy vượt qua nỗi e sợ của bản thân nhưng bị cô bé lạnh lùng đáp lại: "Chúng ta không cần phải nói chuyện".
Tại Alexandria, Rick đang cưa gỗ để đóng thêm một lớp gia cố lên khu vực của bức tường nơi có vết nứt. Tobin đi ngang qua và liền tới giúp Rick. Vừa làm việc cùng Rick, anh ta vừa bộc bạch sự ngưỡng mộ mà mình dành cho Rick. Tobin nói rằng người dân của Alexandria vẫn chưa thực sự sẵn sàng trước việc phải thay đổi. "Nhưng đừng từ bỏ chúng tôi" - Tobin nói.
Trong kho thực phẩm của cộng đồng, Ron cố tình làm rơi một vài hộp thức ăn để đánh lạc hướng Olivia rồi lẻn vào kho súng trộm một ít đạn.
Glenn và Enid về được phía bên ngoài Alexandria và phát hiện ra đàn xác sống khổng lồ đang bao quanh cộng đồng. Enid tỏ vẻ bi quan và định bỏ đi, nhưng Glenn đã khuyên cô bé đừng vội đánh mất hy vọng mà hãy cùng nhau tìm ra cách giải quyết.
Cùng lúc đó, Rick và Tobin phát hiện thấy Spencer đang cố ra ngoài bức tường bằng cách leo ngang trên một sợi dây gắn với nóc nhà đối diện. Họ vội vàng chạy tới và bảo Spencer quay trở lại nhưng anh ta vẫn cứ tiếp tục. Sợi dây đột ngột bị đứt, khiến Spencer bị ngã xuống đám walker phía dưới. Gần đó, Tara và Eugene cũng chứng kiến sự việc. Vừa bảo Eugene chạy đi gọi thêm người tới giúp đỡ, Tara vừa bám tay vào mép tường, trèo xuống giữa lưng chừng để bắn đám xác sống giúp Spencer. Spencer cuối cùng cũng thoát khỏi nguy hiểm khi bám vào sợi dây và được Rick cùng Tobin kéo quay trở vào. Rick tỏ vẻ bực bội với Tara khi một lần nữa cô mạo hiểm tính mạng của mình để cứu một cư dân Alexandria, rồi quay ra giận dữ hỏi Spencer rằng anh ta đang làm gì. Spencer giải thích rằng anh ấy định ra bên ngoài tìm một chiếc xe để dụ đám xác sống đi khỏi. Rick nói rằng lẽ ra Spencer phải đến nói với anh về kế hoạch của mình trước khi liều lĩnh thực hiện nó. Nhưng khi Spencer hỏi lại rằng nếu anh ta nói ra thì liệu có được Rick đồng ý cho làm vậy không, Rick không đáp lại.
Ở bệnh xá, Morgan một lần nữa ghé đến gặp Denise và lần này, ông nêu ra cụ thể rằng mình cần có thuốc kháng sinh. Sau một hồi chần chừ, ông nói rằng thuốc kháng sinh đó không phải là dành cho ông. Và Morgan muốn Denise đến khám cho "một người này" mà ông không chắc đã bị nhiễm trùng hay chưa, bởi ông không muốn lãng phí kháng sinh nếu nó không cứu chữa được người đó.
Nhìn thấy Morgan dẫn Denise đi đâu đó, Carol (lúc này đang bế Judith) tỏ vẻ nghi ngờ và liền bám theo. Cô tạt qua nhà của Jessie để nhờ cô ấy trông hộ Judith giúp mình một lúc. Lúc này, Sam từ trên tầng gọi vọng xuống và hỏi Carol rằng liệu những người đã tấn công cộng đồng có phải "quái vật" không, và liệu việc giết một ai đó có khiến một người trở thành "quái vật" không. Carol liền phủ nhận và đáp lại: "Cách duy nhất ngăn cháu trở thành quái vật chính là giết chóc".
Sau khi Jessie đã đồng ý bế Judith, Carol vội vàng bám theo Morgan thì thấy ông ấy dẫn Denise vào phòng giam cộng đồng. Carol mở cửa định bước vào thì bị Morgan ngăn lại. Cô liền hỏi ông ấy rằng rốt cuộc ông ấy đang giữ ai trong đó.
Rick tới gặp Tara để xin lỗi vì đã to tiếng với cô lúc nãy. Đúng lúc đó, Deanna tới để cảm ơn Rick vì đã cứu mạng Spencer. Mặc cho Rick phủ nhận và nói đó là công của Tara, đồng thời cho rằng việc làm của Spencer là quá liều lĩnh, Deanna vẫn cảm ơn anh. Khi được hỏi về lý do anh cứu Spencer, Rick liền đáp lại rằng: "Vì cậu ta là con trai bà". Tuy nhiên, Deanna mỉm cười và cho rằng Rick đã nói dối trong câu trả lời của mình.
Từ chốt canh, Maggie nhìn thấy chùm bóng bay xanh mà Glenn và Enid vừa thả lên. Những người khác đang đứng trong cộng đồng cũng nhìn thấy nó. Maggie vội vàng chạy tới chỗ Rick với vẻ mừng rỡ và nói rằng đó chính là Glenn. Nhưng đột nhiên, tòa tháp canh bên ngoài Alexandria bất ngờ đổ xuống và đè sập một phần bức tường. Những xác sống bên ngoài bắt đầu tràn vào trong cộng đồng.

## Diễn viên

### Diễn viên chính
- Andrew Lincoln vai Rick Grimes
- Norman Reedus vai Daryl Dixon*
- Steven Yeun vai Glenn Rhee
- Lauren Cohan vai Maggie Greene
- Chandler Riggs vai Carl Grimes
- Danai Gurira vai Michonne
- Melissa McBride vai Carol Peletier
- Michael Cudlitz vai Abraham Ford*
- Lennie James vai Morgan Jones
- Sonequa Martin-Green vai Sasha Williams*
- Josh McDermitt vai Eugene Porter
- Christian Serratos vai Rosita Espinosa
- Alanna Masterson vai Tara Chambler
- Seth Gilliam vai Gabriel Stokes
- Alexandra Breckenridge vai Jessie Anderson
- Ross Marquand vai Aaron*
- Austin Nichols vai Spencer Monroe
- Tovah Feldshuh vai Deanna Monroe

### Diễn viên định kỳ
- Merritt Wever vai Denise Cloyd
- Jason Douglas vai Tobin
- Kenric Green vai Scott
- Ann Mahoney vai Olivia
- Austin Abrams vai Ron Anderson
- Major Dodson vai Sam Anderson

*Không xuất hiện trong tập này

### Các diễn viên phụ khác
- Jay Huguley vai David
- Mandi Christine Kerr vai Barbara
- Katelyn Nacon vai Enid
- David Marshall Silverman vai Kent
- Michael Traynor vai Nicholas
- Chloe & Sophie Garcia-Frizzi vai Judith Grimes
- Curtis Jackson vai Bob Miller

## Cái chết trong tập
- David (Sau khi biến đổi)

## Đánh giá
"Heads Up" nhận phải những phản ứng trái chiều từ giới phê bình. Trên trang Rotten Tomatoes, có 52% trong số 23 bài đánh giá về tập phim mang tính tích cực, và 11 nhà phê bình khác lại có nhìn nhận tiêu cực về tập phim.
Đa phần sự tranh cãi đều xoay quanh việc nhân vật Glenn Rhee được đưa trở lại mạch truyện chính sau cái chết "giả" của anh ấy trong tập "Thank You" trước đó. Trong khi một số nhà phê bình cho rằng cảnh mở đầu tập là một khoảnh khắc sáng tạo, bất ngờ mà không ai có thể ngờ trước; số còn lại chỉ trích biên kịch của phim trong việc giải thích cách Glenn thoát chết trong tình huống đó, họ cho rằng đó là một cách xử lý "không hợp lý, thiếu thuyết phục". Alan Sepinwall từ trang HitFix nhận xét: "Tôi đã từ bỏ hy vọng rằng Glenn còn sống ngay trước khi xem tập "Heads Up". Tuy nhiên, nhìn thấy cách mà phim giải thích anh ấy sống sót như thế nào, dù khá trùng khớp với suy đoán của nhiều người trước đó, lại khiến tôi trở nên vô cùng bực bội". Noam Cohen từ tuần báo New York Observer và Aaron Neuwirth từ tạp chí The Young Folks chỉ trích việc số phận của Glenn phải sau gần 1 tháng mới được tiết lộ, tạo nên một bí ẩn gây tranh cãi thừa thãi, không đóng vai trò cần thiết gì với cốt truyện chính.
Ngoài vấn đề trên, cảnh khép lại tập phim này nhận được những lời khen của các chuyên gia và được cho là một cách xuất sắc để khán giả ngóng chờ tập khép lại nửa đầu mùa phim vào tuần sau.

## Bên lề
- Tập phim tiết lộ rằng Glenn vẫn còn sống sau khi tưởng chừng như đã bị xác sống bao vây trong tập "Thank You". Tên của nam diễn viên Steven Yeun cũng đã quay trở lại đoạn intro đầu phim.
- Tên của tập phim - "Heads Up" đến từ lời nói của Enid với Glenn ở đầu tập.
- Đây là tập phim đầu tiên của Phần 6 không có cái chết của người sống nào.
- Đây cũng là tập phim đầu tiên của Phần 6 không có nhân vật mới nào xuất hiện.
- Cảnh Spencer trèo ngang trên đoạn dây được lấy ra từ Chương 81 của truyện tranh.